# 二战期间德军对高尔基市的轰炸

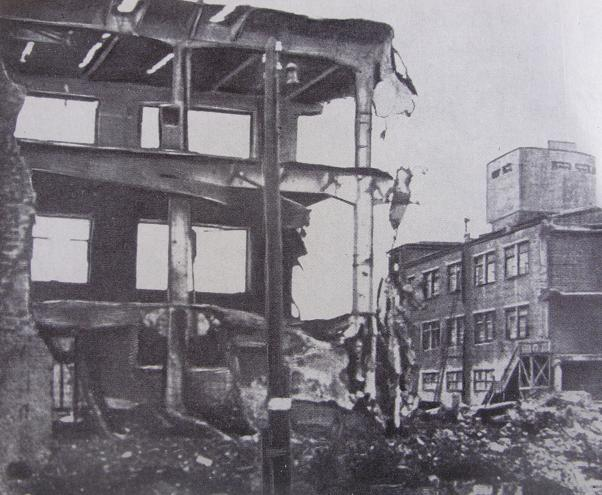
二战期间德军对高尔基市的轰炸

德国空军对高尔基市的轰炸是苏德战争战场上发生过的最具破坏力的针对苏联战争产业的空袭。轰炸行动在1941年10月至1943年6月间间断进行，一共发生过43次空袭。轰炸的主要目标是当时正在制造T-60坦克的高尔基汽车厂。